# EQ Возничего
EQ Возничего (лат. EQ Aurigae) — двойная затменная переменная звезда типа Алголя (EA) в созвездии Возничего на расстоянии приблизительно 5105 световых лет (около 1565 парсеков) от Солнца. Видимая звёздная величина звезды — от +14,2m до +12,72m. Орбитальный период — около 3,4294 суток.

## Характеристики
Первый компонент — жёлто-белая звезда спектрального класса F. Радиус — около 2,89 солнечных, светимость — около 17,655 солнечных. Эффективная температура — около 6965 К.